# Verbandsgemeinde Asbach
Die Verbandsgemeinde Asbach ist eine Gebietskörperschaft im Landkreis Neuwied in Rheinland-Pfalz. Der Verbandsgemeinde gehören vier eigenständige Ortsgemeinden an, der Verwaltungssitz liegt in der namensgebenden Ortsgemeinde Asbach.

## Verbandsangehörige Gemeinden
| Ortsgemeinde            | Fläche (km²) | Einwohner |
| ----------------------- | ------------ | --------- |
| Asbach                  | 38,58        | 7.687     |
| Buchholz (Westerwald)   | 20,62        | 4.801     |
| Neustadt (Wied)         | 35,81        | 6.688     |
| Windhagen               | 13,11        | 4.656     |
| Verbandsgemeinde Asbach | 108,12       | 23.832    |

(Einwohner am 31. Dezember 2023)
Die genannten vier Ortsgemeinden umfassen insgesamt 128 Ortschaften.

## Geographie
Die Verbandsgemeinde Asbach grenzt im Norden an die Städte bzw. Gemeinden Bad Honnef, Hennef (Sieg), Königswinter und Eitorf (im Rhein-Sieg-Kreis in Nordrhein-Westfalen), im Osten an die Verbandsgemeinde Altenkirchen-Flammersfeld (im Landkreis Altenkirchen (Westerwald)), im Süden an die Verbandsgemeinde Rengsdorf-Waldbreitbach sowie im Westen an die Verbandsgemeinden Linz am Rhein und Unkel (alle im Landkreis Neuwied).
Durch die Verbandsgemeinde Asbach verlaufen der Rhein-Nebenfluss Wied sowie die Bundesautobahn 3.

## Geschichte
Im Rahmen der Mitte der 1960er Jahre begonnenen rheinland-pfälzischen Funktional- und Gebietsreform wurde zum 1. Oktober 1968 das Amt Asbach, so wie alle Ämter im damaligen Regierungsbezirk Koblenz, in die Verbandsgemeinde Asbach umgewandelt. Zu ihr gehörten die Gemeinden Asbach, Elsaff, Griesenbach, Krautscheid, Limbach, Rederscheid, Schöneberg und Windhagen.
Am 7. November 1970 wurden die Verbandsgemeinden Asbach und Neustadt (Wied) aufgelöst und die heutige Verbandsgemeinde Asbach neu gebildet. Zur Verbandsgemeinde Neustadt, 1968 aus dem Amt Neustadt (Wied) entstanden, gehörten die Gemeinden Bertenau, Bühlingen, Elsaffthal, Lorscheid, Rahms und Vettelschoß.
Aus allen genannten Gemeinden, mit Ausnahme von Lorscheid und Vettelschoß, entstanden Anfang der 1970er Jahre die heutigen Ortsgemeinden Asbach, Buchholz (Westerwald), Neustadt (Wied) und Windhagen. Lorscheid (heute Teil von Sankt Katharinen) und Vettelschoß kamen 1969 zur Verbandsgemeinde Linz am Rhein.

## Bevölkerungsentwicklung
Die Entwicklung der Einwohnerzahl bezogen auf das heutige Gebiet der Verbandsgemeinde Asbach; die Werte von 1871 bis 1987 beruhen auf Volkszählungen:
| Jahr | Einwohner |
| 1815 | 5.563     |
| 1835 | 7.946     |
| 1871 | 8.914     |
| 1905 | 8.768     |
| 1939 | 10.359    |
| 1950 | 10.767    |

| Jahr | Einwohner |
| 1961 | 11.295    |
| 1970 | 13.496    |
| 1987 | 16.785    |
| 1997 | 20.840    |
| 2005 | 22.605    |
| 2023 | 23.832    |

## Politik

### Verbandsgemeinderat
Der Verbandsgemeinderat Asbach besteht aus 36 ehrenamtlichen Ratsmitgliedern, die bei der Kommunalwahl am 9. Juni 2024 in einer personalisierten Verhältniswahl gewählt wurden, und dem Bürgermeister als Vorsitzendem.
Die Sitzverteilung im Verbandsgemeinderat:
| Wahl | SPD | CDU | Grüne | FDP | FWG | Gesamt   |
| ---- | --- | --- | ----- | --- | --- | -------- |
| 2024 | 5   | 19  | 4     | 2   | 6   | 36 Sitze |
| 2019 | 7   | 16  | 6     | 3   | 4   | 36 Sitze |
| 2014 | 8   | 21  | 3     | 1   | 3   | 36 Sitze |
| 2009 | 8   | 20  | 2     | 3   | 3   | 36 Sitze |
| 2004 | 9   | 23  | –     | 1   | 3   | 36 Sitze |

- FWG = Freie Wählergemeinschaft der Verbandsgemeinde Asbach e. V.

### Bürgermeister
Hauptamtlicher Bürgermeister der Verbandsgemeinde Asbach ist seit dem 1. Januar 2018 Michael Christ. Bei der Direktwahl am 24. September 2017 wurde er, ein von der CDU unterstützter Einzelbewerber, mit einem Stimmenanteil von 56,2 % für eine achtjährige Amtszeit gewählt. Christ ist Nachfolger von Lothar Röser (parteilos), der nicht erneut angetreten war.

### Wappen
Die Blasonierung lautet: „Geviert; Feld 1: in Silber ein durchgehendes schwarzes Balkenkreuz; Feld 2: in Silber mit blauem Bord ein roter Balken; Feld 3: in Rot drei 2:1 gestellte, goldgekrönte, silberne Adlerköpfe; Feld 4: in Silber ein durchgehendes rotes Balkenkreuz.“
Die Quadrierung des Wappens weist hin auf die vier zur Verbandsgemeinde zählenden Ortsgemeinden Asbach, Buchholz (Westerwald), Neustadt (Wied) und Windhagen. Der Wappeninhalt dokumentiert die historische Vergangenheit. Das kurkölnische Kreuz in Feld 1 verweist auf die Zugehörigkeit des Verbandsgemeindegebietes zum Erzstift bzw. zum Kurfürstentum Köln von 1250 bis 1803. Das Gebiet ist identisch mit dem des ehemaligen Amtes Altenwied. Das Wappen der Edelfreien von Ütgenbach (1216–1482) in Feld 2 verweist auf deren Grundherrschaft im Asbacher Land. Das Wappen mit den Adlerköpfen in Feld 3 ist das der Vögte von Panau im Bereich Neustadt (Farben vertauscht). Das kurtrierische Kreuz in Feld 4 will darauf hinweisen, dass die Grenze zwischen den Diözesen Köln und Trier durch das Gebiet der Verbandsgemeinde verläuft. Das Wappen ist rechtsgültig seit dem 6. Dezember 1971, Entwurf Josef Schäfer, Asbach.